# Université Cheikh Anta Diop de Dakar
Die Université Cheikh Anta Diop (UCAD) ist eine Hochschule in Dakar. Sie wurde 1957 als Université de Dakar (Universität Dakar) gegründet und trägt seit 1987 den Namen des senegalesischen Gelehrten Cheikh Anta Diop.

## Geschichte
Die UCAD ist eine der ältesten französischsprachigen Universitäten in Subsahara-Afrika. Bereits seit 1918 gab es in Dakar die École de médecine de l’Afrique-Occidentale française. Direkter Vorläufer der 1957 gegründeten Universität war das Institut des hautes études de Dakar.
Im Jahr 2004 waren rund 40.000 Studenten an der UCAD immatrikuliert.

## Fakultäten

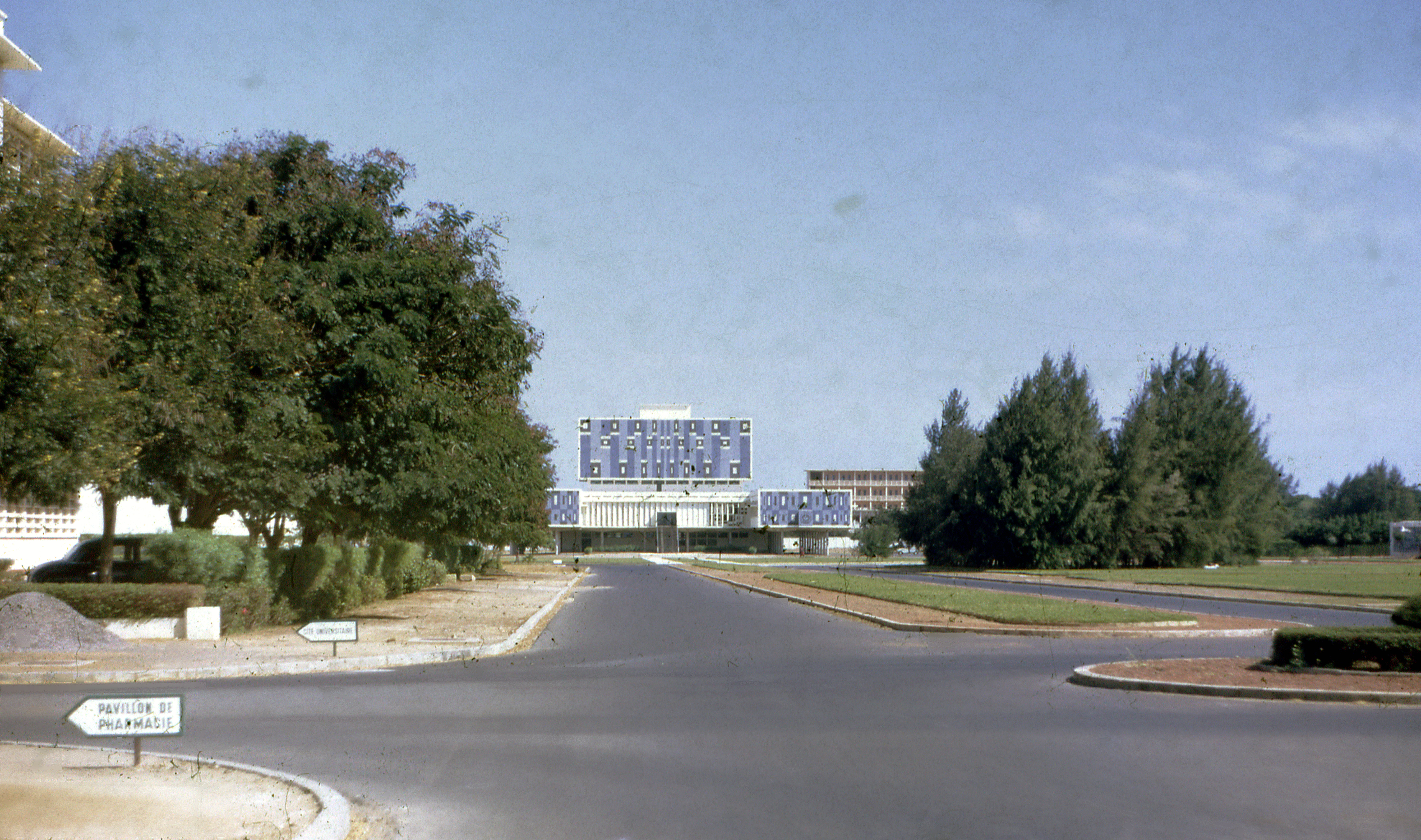
Universität Dakar (1967)

- Faculté de Sciences et Techniques (FST): Fakultät für Wissenschaften und Technik
- Faculté de Lettres et Sciences Humaines (FLSH): Fakultät für Literaturwissenschaften
- Faculté de Sciences Juridiques et Politique (FSJP): Fakultät für Recht und Politikwissenschaften
- Faculté de Sciences Économiques et de Gestion (FASEG): Fakultät für Wirtschaftswissenschaften und Verwaltung
- Faculté de Médecine, pharmacie et Odonto-Stomatologie (FMPOS): Fakultät für Medizin und Pharmazie

## Professoren
- Josef Schramm (1919–2001), österreichischer Geograph
- Abdoulaye Bathily (* 1947), senegalesischer Historiker, Politiker und Diplomat

## Alumni
- Bouli Ali Diallo (* 1948), nigrische Biologin und Politikerin
- Mohamed Bazoum (* 1960), nigrischer Politiker
- Amadou Cheiffou (* 1942), nigrischer Politiker und Luftfahrtingenieur
- Mamadou Dagra (* 1953), nigrischer Rechtswissenschaftler und Politiker
- Karamba Diaby (* 1961), deutscher Politiker
- Mbaye Diagne (1958–1994), senegalesischer Offizier
- Fatoumata Dembélé Diarra (* 1949), malische Juristin
- Boubé Gado (1944–2015), nigrischer Historiker und Politiker
- Simone Gbagbo (* 1949), ivorische Gewerkschafterin und Politikerin
- Aboubakari Kio Koudizé (* 1959), nigrischer Journalist und Autor
- Abdoul Mbaye (* 1953), senegalesischer Politiker
- Fatimata Mounkaïla (* 1944), nigrische Pädagogin und Literaturwissenschaftlerin
- Théodore-Adrien Sarr (* 1936), Erzbischof von Dakar
- Saïdou Sidibé (1952–2018), nigrischer Politiker
- Maman Sambo Sidikou (* 1949), nigrischer Politiker und Diplomat
- Abdourahamane Soli (1938–2016), nigrischer Jurist, Politiker und Autor
- Luc-Adolphe Tiao (* 1954), burkinischer Diplomat und Politiker
- Hamadoun Touré (* 1953), malischer Politiker
- Younoussi Touré (1941–2022), malischer Politiker